# Bartłomiej Kurzeja

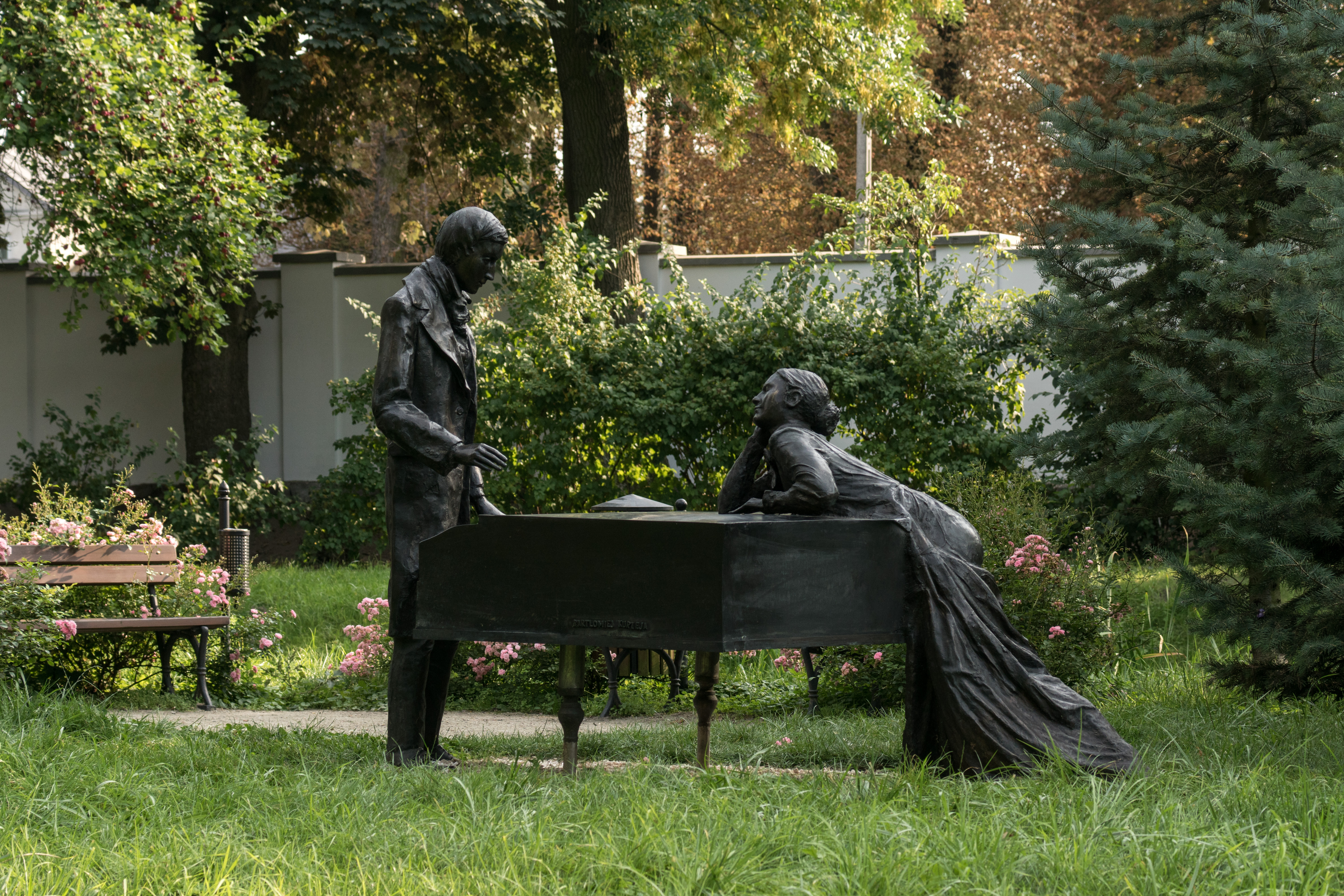
Rzeźba Chopina i Guwernantki w Sannikach

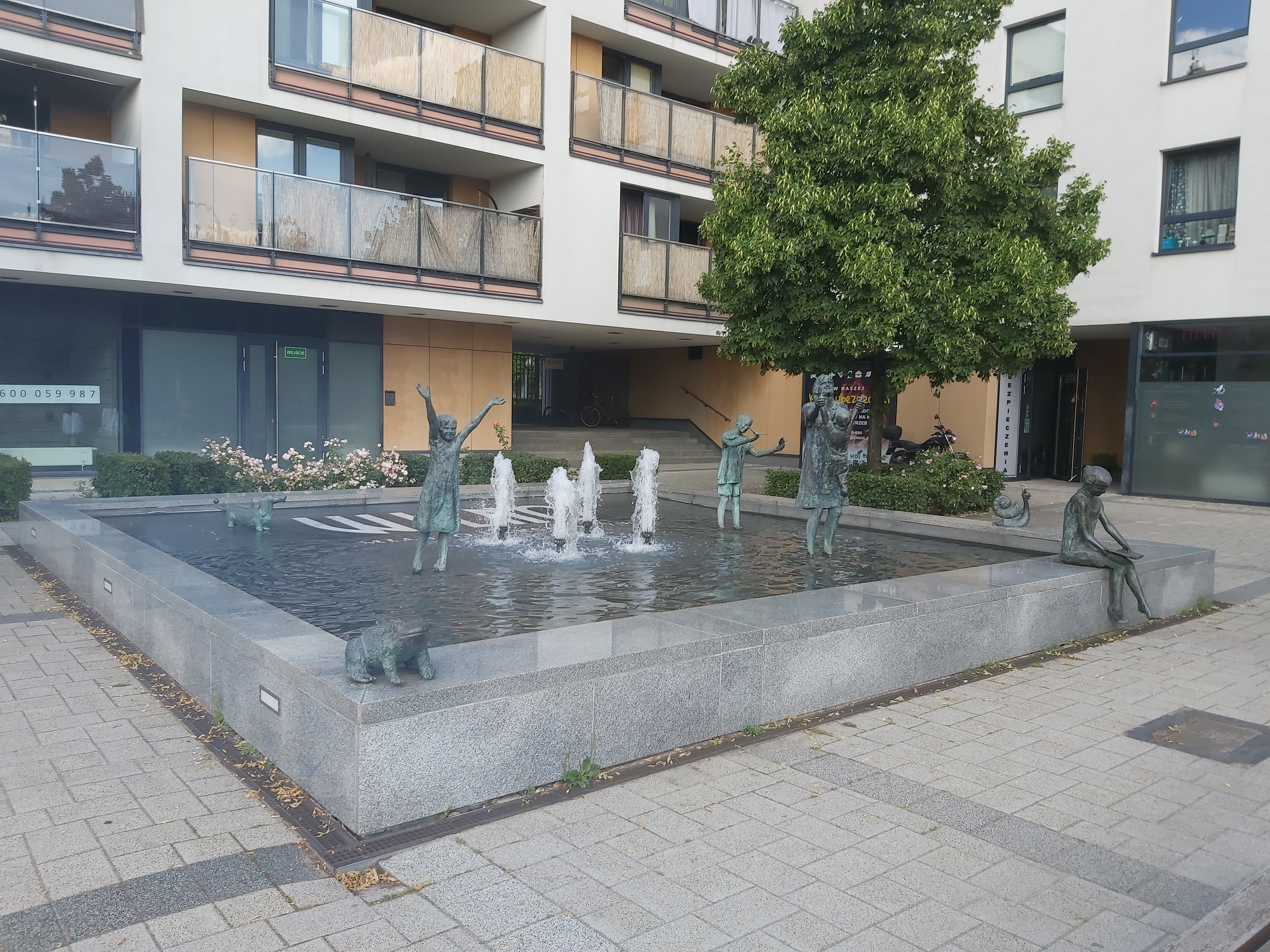
Rzeźba na osiedlu Wilno w Warszawie

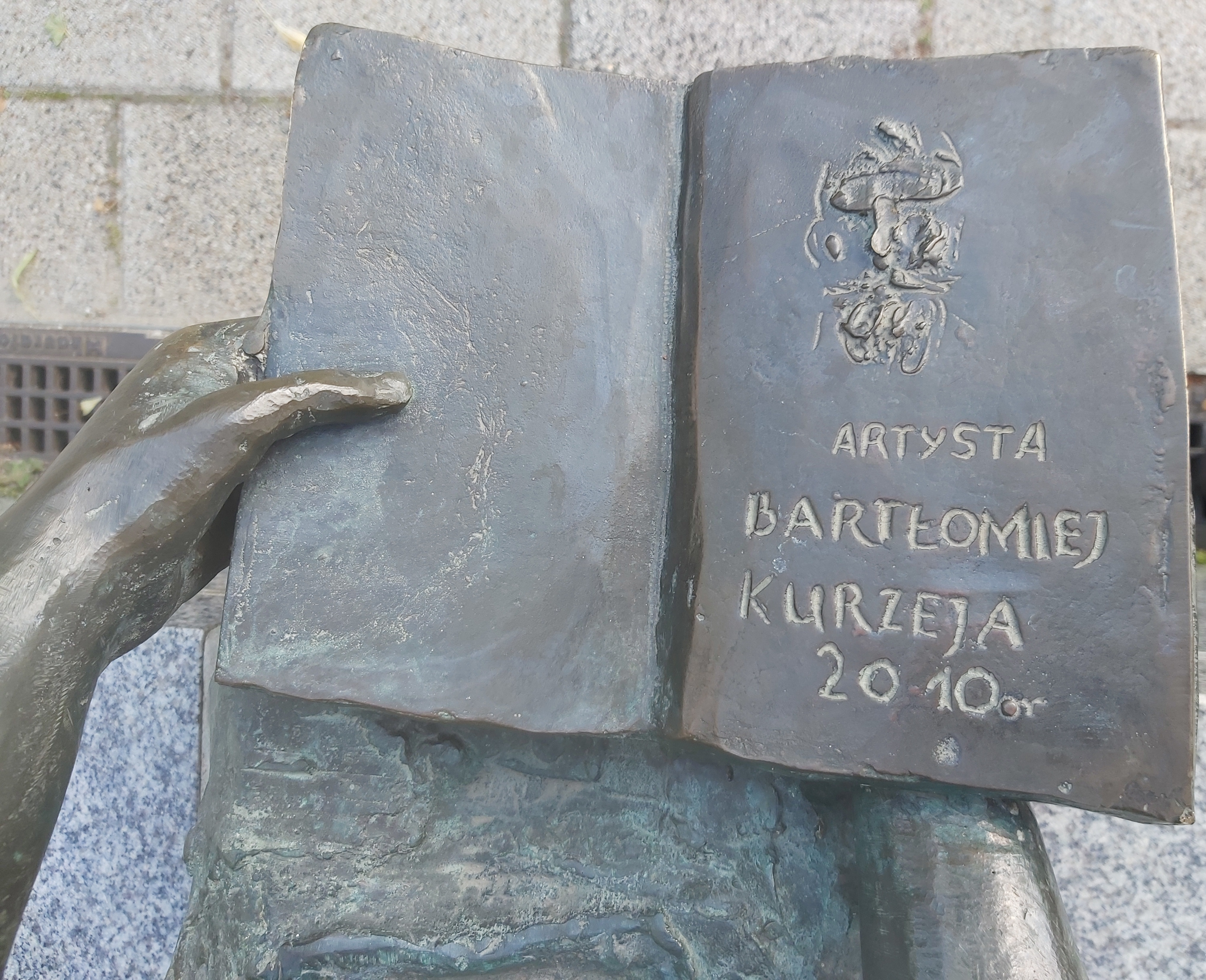
Rzeźba na osiedlu Wilno w Warszawie, detal

Bartłomiej Józef Kurzeja (ur. 1975 w Nowym Targu) – polski artysta rzeźbiarz, medalier i rysownik, działacz nacjonalistyczny.

## Działalność artystyczna
Ukończył Liceum Sztuk Plastycznych w Zakopanem, a w latach 1996–2002 studiował na Wydziale Rzeźby warszawskiej Akademii Sztuk Pięknych. W 1998 przebywał na stypendium w Maastricht. Kształcił się w Warszawskiej ASP w pracowniach Stanisława Kulona i Jacka Sienickiego, zaś dyplom uzyskał w pracowni Piotra Gawrona. Jego zainteresowania artystyczne obejmują człowieka i jego nieustającą, nieustępliwą walkę z przeciwieństwami losu, złem niesionym przez codzienność.
Jest autorem m.in. statuetek nagród im. Z. Sempolińskiego oraz im. M. Kołodyńskiego. Wykonał liczne prace z zakresu rzeźby portretowej oraz niewielkie portrety w formie prostokątnych medali. W jego dorobku artystycznym znajdują się również rzeźby dzieci przy fontannie na warszawskim osiedlu Wilno, Droga Krzyżowa w Sochaczewie, Matka Boża Szkaplerzna w Sochaczewie, pomnik Chopina i guwernantki w Sannikach. Prace artysty trafiły m.in. do zbiorów Muzeum Sztuki Medalierskiej we Wrocławiu i Muzeum Romantyzmu w Opinogórze.

## Działalność polityczna
Kurzeja politycznie związany jest ze środowiskami narodowymi, w ramach których współpracuje z Eugeniuszem Sendeckim i Wojciechem Olszańskim (vel Aleksandrem Jabłonowskim). Współtwórca Telewizji Narodowej. W 2010 deklarował chęć startu w wyborach prezydenckich, jednak jego zgłoszenie zostało odrzucone przez Państwową Komisję Wyborczą. Znany z szeregu kontrowersyjnych happeningów, w ramach których m.in. planował wykopać z grobu Bronisława Geremka, deklarując, że jest niegodny, by spoczywać na Cmentarzu Powązkowskim, czy topił marzanny w kształcie Mirosława Drzewieckiego oraz, w 2017, „b’żyduli”, co sam określił jako „antysemiting”. Za antysemicki charakter ostatniego z wymienionych happeningów w 2020 został prawomocnie skazany na karę pół roku ograniczenia wolności w formie prac społecznych w wymiarze 30 godzin w miesiącu.